# Erstes Internationales Rhönradturnier

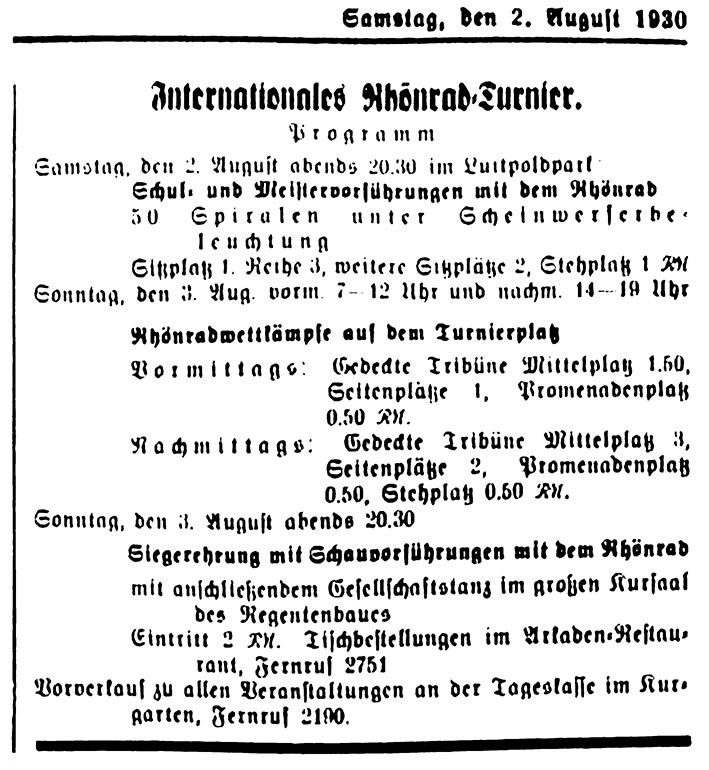
Programm des Turniers in der Saale-Zeitung vom 2. August 1930

Das erste Internationale Rhönradturnier fand vom 2. bis zum 4. August 1930 in Bad Kissingen statt. Am Montag, dem 4. August 1930, trafen sich die Teilnehmer zu einer Länderkonferenz, um über die Zukunft der neuen Sportart zu diskutieren. Hauptorganisator war der Erfinder des Rhönrades Otto Feick. So schrieb die Kissinger Saale-Zeitung in einer Vorankündigung: „Nach der begeisterten Aufnahme, die das Rhönrad in außerdeutschen Landen gefunden hat, werden die Sportkreise fast aller europäischen Nationen ihr Augenmerk in diesen Tagen auf Bad Kissingen richten, wo zum ersten Male Ausländer mit dem deutschen Rhönrad in den allgemeinen Wettbewerb treten.“
Neben vielen Pressevertretern besuchten auch drei Kamerateams den Wettbewerb: Darunter die UFA, die bayerische Emelka (Vorläufer der Bavaria Film) und die französische Gesellschaft Gaumont. Die amerikanische Paramount kündigte zumindest ihre Teilnahme an.
Die Hauptaustragungsorte waren das Flugplatzgelände, der Luitpoldpark und der Regentenbau.
Eine ausführliche Berichterstattung mit Fotografien widmete die Berliner Wochenzeitschrift Die Woche in ihrer Ausgabe vom 6. September 1930 dem Thema. Teilnehmer konnten unter anderem aus Großbritannien, Frankreich, den USA und der Sowjetunion verzeichnet werden. Als Gewinner nennt die Lokalpresse: „Weltmeister am Rhönrad und Sieger von Deutschland ist Brand – Würzburg, Sieger von Frankreich Jourde Jacques; Sieger von Rußland Burawoy; Sieger von England Fräulein Gumpert.“